# Bad Münster am Stein-Ebernburg
Bad Münster am Stein-Ebernburg este un oraș din landul Renania-Palatinat, Germania.
1. 1 2  GeoNames